# Hacıyusuflar, Elmalı
Hacıyusuflar là một xã thuộc huyện Elmalı, tỉnh Antalya, Thổ Nhĩ Kỳ. Dân số thời điểm năm 2011 là 78 người.